# Charte du droit du vivant
 (décembre 2024).
Améliorez-le ou discutez des points à vérifier. 
 (décembre 2024).
La Charte du Droit du Vivant est un texte international proclamé le 26 mai 2021 en lien avec le programme Harmony with Nature de l’Organisation des Nations unies. 
Le texte est proclamé par Lorena Bilicic, Caroline Regad et Cédric Riot, experts dudit programme de l'ONU. Lors de la proclamation solennelle de la Charte, simultanément à New-York (Etats-Unis), Toulon (France) et Buenos Aires (Argentine), la responsable du programme Maria Mercedes Sanchez déclarait que "la Charte du droit du vivant a vocation à inspirer des réformes institutionnelles non-anthropocentriques à travers le monde".
La Charte du droit du vivant appelle les États à procéder à une balance des intérêts entre les êtres vivants, les animaux et la nature afin de mieux considérer le vivant.
Le texte figure ainsi parmi les documents internationaux qui accompagnent le changement de paradigme dans la défense des animaux non-humains et de la nature,. 

## Architecture
La Charte est composée d’un préambule et de six articles.
Le préambule rappelle le contexte de l’anthropocène et appelle à passer d’un droit sur le vivant à un droit du vivant.
La Charte évoque la possibilité d’élargir le concept de personne physique non-humaine pour y intégrer des animaux ou des éléments de la nature, selon les choix effectués par les différents ordres juridiques.

## Fondation d'un nouveau droit
L’ambition de cette Charte est de fonder une nouvelle branche du droit qui est appelée le droit du vivant. 
La Charte du droit du vivant est considérée comme « un grand pas dans le changement de paradigme de l’anthropocentrisme au biocentrisme », « un nouveau paradigme juridique ».
La Charte du droit du vivant est ainsi à l’origine d’un mouvement doctrinal mondial qui explique que certains ouvrages sont publiés dans son prolongement. On peut citer l’ouvrage « Derecho de lo viviente », paru en 2024 chez l’éditeur mexicain Tirant Lo Blanch, dont la présentation établit le lien entre le droit du vivant et ladite Charte fondatrice. L’intitulé de la Charte traduit en espagnol est tout à fait singulier : « carta de derecho de lo viviente », lo viviente étant cette nouvelle branche du droit, reprise conséquemment dans l'ouvrage.

## Retombées mondiales pour l’évolution du droit des animaux et de la nature
La Charte du droit du vivant est un texte international qui s’inscrit dans la soft law, c’est-à-dire un droit non contraignant qui a vocation à accompagner les réformes en cours.
Dès sa promulgation, elle a été mobilisée à l’étranger par tous ceux qui souhaitaient faire évoluer le droit des animaux et de la nature.
Par exemple, en 2021, un groupe de sénateurs mexicains s’est fondé, entre autres, sur la Charte du droit du vivant pour proposer une réforme de la Constitution et une refonte du Code civil afin de faire des animaux des sujets de droit. 
De même, les juridictions argentines ont mobilisé la Charte du droit du vivant pour faire du singe Coco un sujet de droit non humain. 